# Danzwiesen

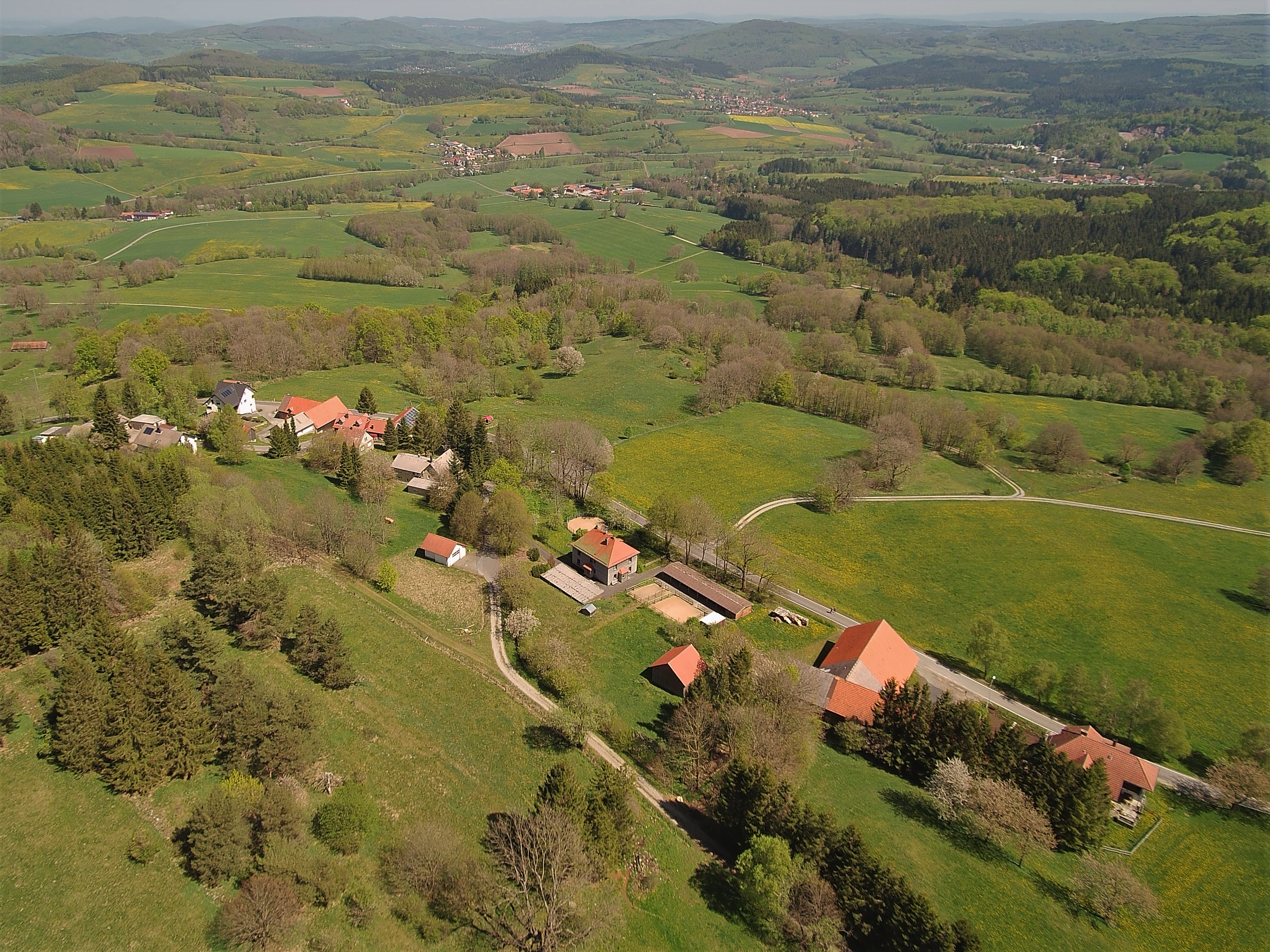
Danzwiesen

Danzwiesen ist einer von 16 Ortsteilen der Gemeinde Hofbieber im osthessischen Landkreis Fulda. Zum Ort gehört der Weiler Öchenbach.

## Geschichte

### Ortsgeschichte
Danzwiesen wird, soweit bekannt, erstmals urkundlich 1592 unter dem Namen „Dantzwiesen“ als Besitz derer von Eberstein erwähnt.
In der Karwoche des Jahres 1945, kurz vor Ende des Zweiten Weltkrieges, wurden auf die Anhöhe von Danzwiesen Flakgeschütze gebracht. Damit sollte ein Zug vor Tieffliegern geschützt werden, der sich im nahe gelegenen Milseburgtunnel befand. Von dort aus versuchten hochrangige deutsche Offiziere und Soldaten, eine Gegenwehr gegen die vorrückenden Amerikaner zu organisieren.
Hessische Gebietsreform (1970–1977)
Zum 31. Dezember 1971 wurde die bis dahin selbstständige Gemeinde Danzwiesen im Zuge der Gebietsreform in Hessen auf freiwilliger Basis in die Gemeinde Hofbieber eingemeindet. Wie für alle nach Hofbieber eingegliederten Gemeinden wurde auch für Danzwiesen ein Ortsbezirk gebildet.

### Verwaltungsgeschichte im Überblick
Die folgende Liste zeigt die Staaten und Verwaltungseinheiten, denen Danzwiesen angehört(e):
- vor 1806: Heiliges Römisches Reich, Herrschaft der Freiherren von Rosenbach und in deren Nachfolge die Familie von Guttenberg
- 1806–1810: Großherzogtum Würzburg, Patrimonialgericht Schackau
- 1820–1848: Königreich Bayern, Patrimonialgericht Schackau
- ab 1848: Königreich Bayern, Regierung Unterfranken und Aschaffenburg, Landgericht Hilders[Anm. 2]
- ab 1867: Norddeutscher Bund, Königreich Preußen,[Anm. 3] Provinz Hessen-Nassau, Regierungsbezirk Kassel, Kreis Gersfeld
- ab 1871: Deutsches Reich,  Königreich Preußen, Provinz Hessen-Nassau, Regierungsbezirk Kassel, Kreis Gersfeld
- ab 1918: Deutsches Reich, Freistaat Preußen, Provinz Hessen-Nassau, Regierungsbezirk Kassel, Kreis Gersfeld
- ab 1932: Deutsches Reich, Freistaat Preußen, Provinz Hessen-Nassau, Regierungsbezirk Kassel, Landkreis Fulda
- ab 1944: Deutsches Reich, Freistaat Preußen, Provinz Kurhessen, Landkreis Fulda
- ab 1945: Deutsches Reich, Amerikanische Besatzungszone, Groß-Hessen, Regierungsbezirk Kassel, Landkreis Fulda
- ab 1946: Deutsches Reich, Amerikanische Besatzungszone, Hessen, Regierungsbezirk Kassel, Landkreis Fulda
- ab 1949: Bundesrepublik Deutschland, Hessen, Regierungsbezirk Kassel, Landkreis Fulda
- ab 1972: Bundesrepublik Deutschland, Land Hessen, Regierungsbezirk Kassel, Landkreis Fulda, Gemeinde Hofbieber

## Bevölkerung

### Einwohnerstruktur 2011
Nach den Erhebungen des Zensus 2011 lebten am Stichtag dem 9. Mai 2011 in Danzwiesen 63 Einwohner. Darunter waren 3 (4,8 %) Ausländer.
Nach dem Lebensalter waren 9 Einwohner unter 18 Jahren, 27 waren zwischen 18 und 49, 15 zwischen 50 und 64 und 12 Einwohner waren älter.
Die Einwohner lebten in 27 Haushalten. Davon waren 9 Singlehaushalte, 9 Paare ohne Kinder und 9 Paare mit Kindern, sowie keine Alleinerziehende und keine Wohngemeinschaften. In 9 Haushalten lebten ausschließlich Senioren und in 15 Haushaltungen leben keine Senioren.

### Einwohnerentwicklung
| Danzwiesen: Einwohnerzahlen von 1834 bis 2023 | Danzwiesen: Einwohnerzahlen von 1834 bis 2023 | Danzwiesen: Einwohnerzahlen von 1834 bis 2023 | Danzwiesen: Einwohnerzahlen von 1834 bis 2023 | Danzwiesen: Einwohnerzahlen von 1834 bis 2023 |
| --- | --------------------------------------------- | --------------------------------------------- | --------------------------------------------- | --------------------------------------------- |
| Jahr |                                               |                                               |                                               | Einwohner                                     |
| 1834 | 1834                                          |                                               | 146                                           | 146                                           |
| 1840 | 1840                                          |                                               | 144                                           | 144                                           |
| 1846 | 1846                                          |                                               | 135                                           | 135                                           |
| 1852 | 1852                                          |                                               | 125                                           | 125                                           |
| 1858 | 1858                                          |                                               | 126                                           | 126                                           |
| 1864 | 1864                                          |                                               | 122                                           | 122                                           |
| 1871 | 1871                                          |                                               | 119                                           | 119                                           |
| 1875 | 1875                                          |                                               | 115                                           | 115                                           |
| 1885 | 1885                                          |                                               | 117                                           | 117                                           |
| 1895 | 1895                                          |                                               | 112                                           | 112                                           |
| 1905 | 1905                                          |                                               | 115                                           | 115                                           |
| 1910 | 1910                                          |                                               | 110                                           | 110                                           |
| 1925 | 1925                                          |                                               | 114                                           | 114                                           |
| 1939 | 1939                                          |                                               | 109                                           | 109                                           |
| 1946 | 1946                                          |                                               | 122                                           | 122                                           |
| 1950 | 1950                                          |                                               | 120                                           | 120                                           |
| 1956 | 1956                                          |                                               | 119                                           | 119                                           |
| 1961 | 1961                                          |                                               | 122                                           | 122                                           |
| 1967 | 1967                                          |                                               | 117                                           | 117                                           |
| 1970 | 1970                                          |                                               | 93                                            | 93                                            |
| 1980 | 1980                                          |                                               | ?                                             | ?                                             |
| 1990 | 1990                                          |                                               | ?                                             | ?                                             |
| 2000 | 2000                                          |                                               | ?                                             | ?                                             |
| 2011 | 2011                                          |                                               | 63                                            | 63                                            |
| 2023 | 2023                                          |                                               | 58                                            | 58                                            |
| Datenquelle: Historisches Gemeindeverzeichnis für Hessen: Die Bevölkerung der Gemeinden 1834 bis 1967. Wiesbaden: Hessisches Statistisches Landesamt, 1968. Weitere Quellen: LAGIS; Gemeinde Hofbieber; Zensus 2011 |                                               |                                               |                                               |                                               |

### Historische Religionszugehörigkeit
| • 1885: | 117 katholische (= 100 %) Einwohner                              |
| • 1961: | 3 evangelische (= 4,26 %), 119 katholische (= 97,54 %) Einwohner |

## Politik
Für Danzwiesen besteht ein Ortsbezirk (Gebiete der ehemaligen Gemeinde Danzwiesen) mit Ortsbeirat und Ortsvorsteher nach der Hessischen Gemeindeordnung. Der Ortsbeirat besteht aus drei Mitgliedern. Bei den Kommunalwahlen in Hessen 2021 betrug die Wahlbeteiligung zum Ortsbeirat 74,47 %. Alle Kandidaten gehörten der Bürgerliste an. Der Ortsbeirat wählte Waltraud Flügel-Büttner zur Ortsvorsteherin.